# Lions Bay

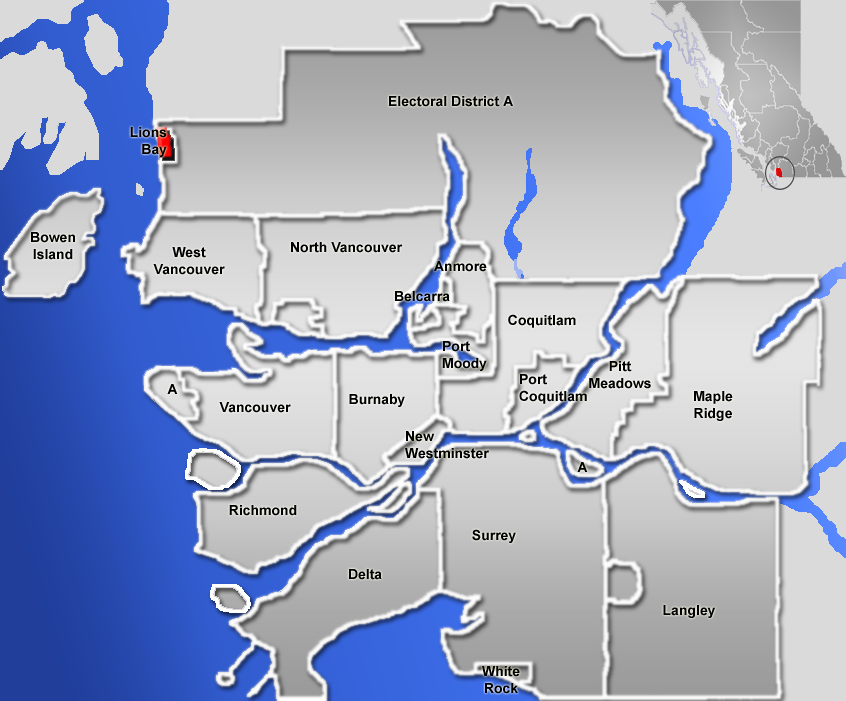
Lions Bay, ubicación.

Lions Bay es una villa ubicada al norte de la ciudad de Vancouver, Columbia Británica; Canadá.
Pertenece al Distrito Regional de Greater Vancouver.

## Demografía
De acuerdo con el censo de 2001, se registraron 1,379 habitantes.

## Localización
Lions Bay se localiza entre la Bahía Horseshoe y Squamish. A unos 30 minutos de distancia del centro de la ciudad de Vancouver, dependiendo del tráfico.